# Gampsonema exile
Gampsonema exile är en svampart som först beskrevs av Tassi, och fick sitt nu gällande namn av Nag Raj 1975. Gampsonema exile ingår i släktet Gampsonema, divisionen sporsäcksvampar och riket svampar.   Inga underarter finns listade i Catalogue of Life.